# 戴维环形山
戴维环形山（Davy）是一座位于云海边缘东部的小型月球陨石坑，坐落在一座更大的、已被熔岩覆盖的残存卫星坑「戴维 Y」的西南边缘上，该卫星坑内包含了一串被定名为「戴维链坑」的陨石坑。戴维环形山的东南是醒目的阿方索环形山。
戴维环形山的外壁较低，坑内部份地表被重新覆盖，陨坑口略呈多边形状，尤其是在西半侧；东南边缘坐落着碗状的卫星坑"戴维 A"，后者的北侧边缘有一道裂槽。戴维环形山坑内虽有一些低矮的中央丘，但缺少中心峰，“戴维Y陨坑”的边缘在环形山的北侧边缘外构成了一道低矮的山岭。

## 戴维链坑

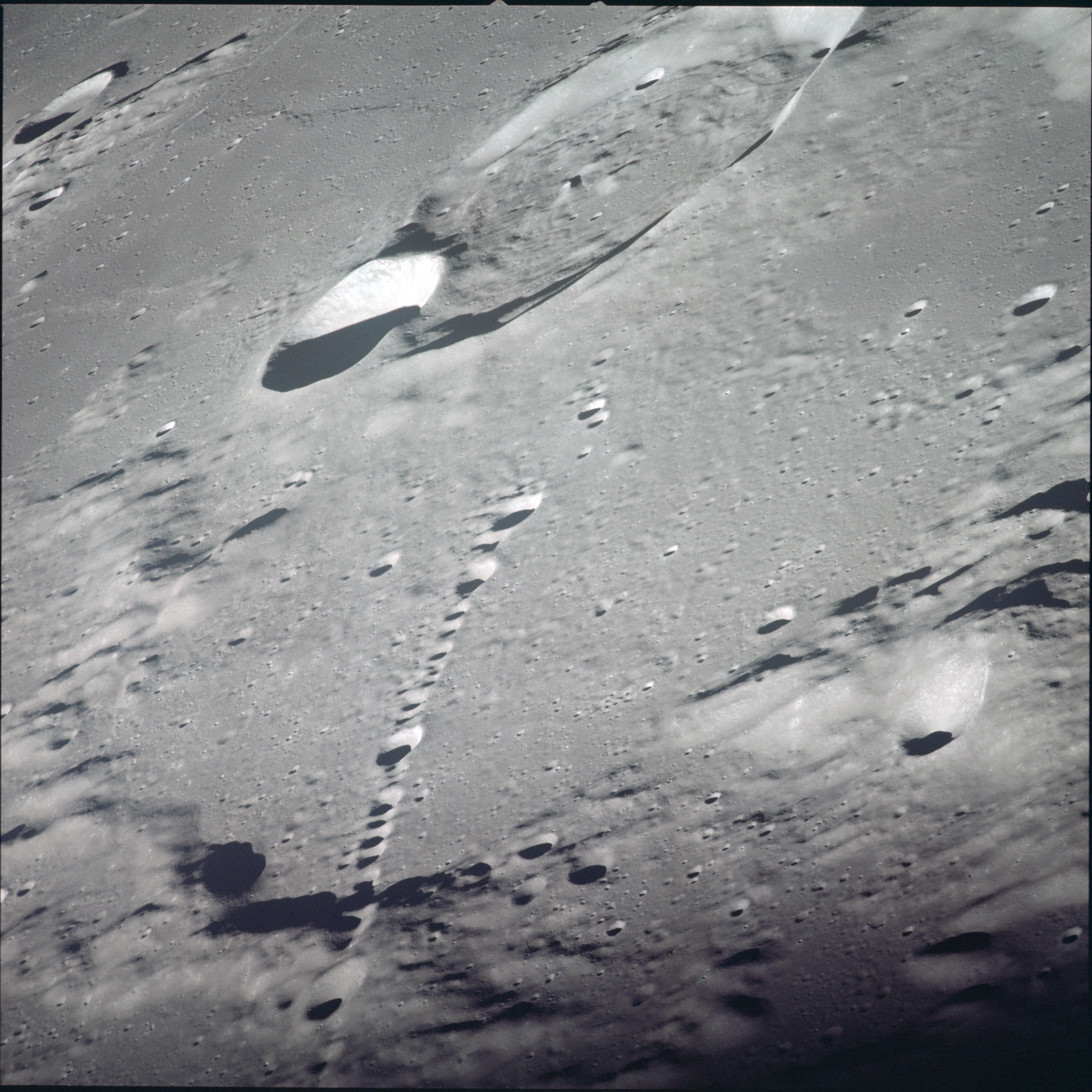
从阿波罗12号看到的月球戴维环形山（上）和戴维链坑（下），美国宇航局照片。

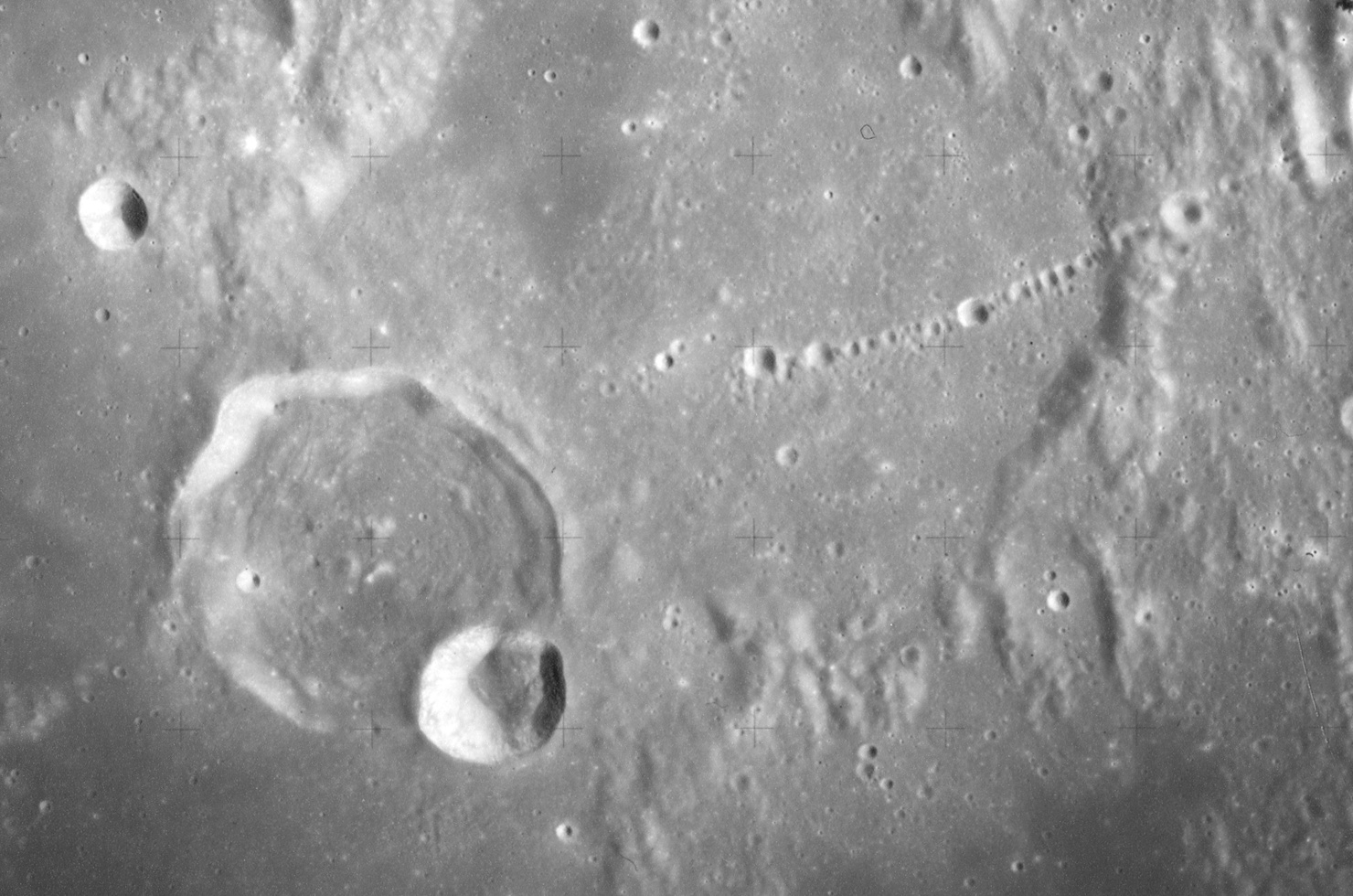
阿波罗16号拍摄的戴维环形山和戴维坑链

由23座微型陨石坑组成的线状链坑从卫星坑"戴维 Y"中心点出发，伸向带环壁的托勒密盆地，呈略带弯曲的东北偏东走向。它位于月面坐标11°51′S 8°09′W / 11.85°S 8.15°W，直径50公里。
该构造被认为并非产生于二次撞击，因为对于主撞击坑来说，它们的分布不是放射状的。最有可能的起因，是单个天体在撞击前受潮汐效应作用而碎裂解体，逐个撞击造成的。高分辨率的图像已显示这些陨石坑大约在同一时间形成，每座陨坑的喷发物并未覆盖相邻的陨坑。然而，仍有科学家相信该坑链可能起源于火山喷发。
1974年，该坑链中的六座环形山已给予了非正式的名字，被用于美国宇航局 77D1S1(10) 局部照片地图中。下表中列出的这些名称，后来被国际天文联合会采纳。它们在链坑中的位置根据其官方坐标不易区分，但在局部照片地图中很容易被确定。
| 陨石坑   | 月面座标                        | 直径     | 名称来源           |
| -------- | ------------------------------- | -------- | ------------------ |
| 艾伦     | 10°56′S 6°10′W / 10.93°S 6.17°W | 1.44公里 | 爱尔兰男性名       |
| 迪莉娅   | 10°55′S 6°08′W / 10.91°S 6.13°W | 1.57公里 | 希腊女性名         |
| 哈罗德   | 10°53′S 6°04′W / 10.88°S 6.07°W | 1.43公里 | 斯堪的纳维亚男性名 |
| 奥斯曼   | 10°59′S 6°15′W / 10.98°S 6.25°W | 1.79公里 | 土耳其男性名       |
| 普里西拉 | 10°58′S 6°13′W / 10.96°S 6.21°W | 1.50公里 | 拉丁女性名         |
| 苏珊     | 11°00′S 6°18′W / 11.00°S 6.30°W | 0.95公里 | 英国女性名         |

## 卫星陨石坑
按惯例，通过在最靠近戴维环形山的卫星陨坑中心点旁放置字母，以在月图上标示它们。
| 戴维 | 纬度     | 经度    | 直径      |
| ---- | -------- | ------- | --------- |
| A    | 12.23° S | 7.75° W | 13.21公里 |
| B    | 10.89° S | 8.94° W | 6.57公里  |
| C    | 11.22° S | 7.00° W | 2.97公里  |
| G    | 10.37° S | 5.10° W | 15.36公里 |
| K    | 10.19° S | 9.48° W | 3.05公里  |
| U    | 12.96° S | 7.17° W | 2.76公里  |
| Y    | 11.05° S | 7.25° W | 69.56公里 |

- 卫星坑"戴维 А"和"戴维 B"被月球及行星观测者协会(ALPO)列入《带有明亮射纹系统的撞击坑列表》[1]；
- 卫星坑"戴维 А"和"戴维 G"被月球及行星观测者协会(ALPO)列入《内侧壁坡带有暗黑辐射纹的撞击坑列表》[2].
- 卫星坑"戴维 А"曾被记录到在月食期间发生温度异常，其原因为这些陨坑的地质年龄不长，表面尚未形成能产生隔热作用的表岩屑覆盖层；
- 卫星坑"戴维 Y"形成于前酒海纪[3]。

## 图集

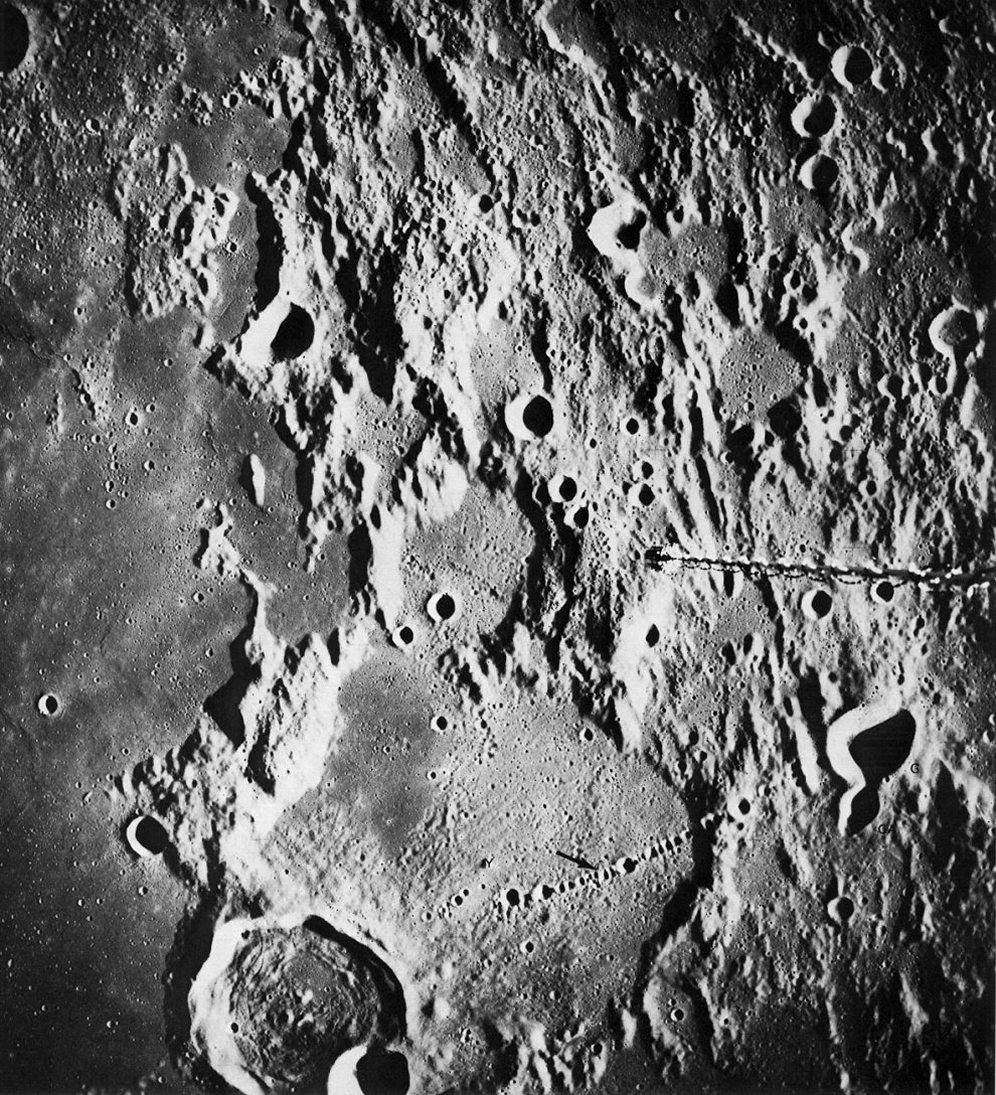
阿波罗16号拍摄，箭头所指为戴维链坑。
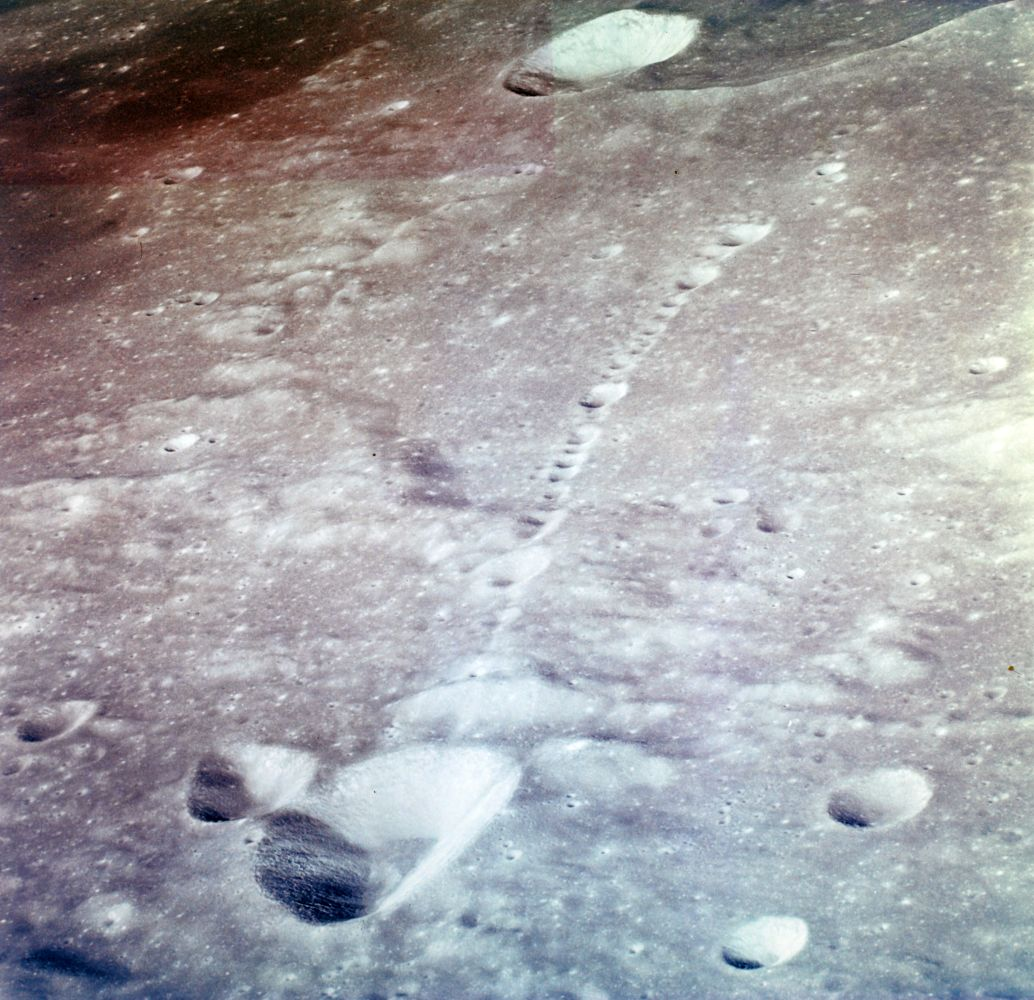
卫星坑"戴维 G"和"戴维 Y"，斯图尔特·艾伦·罗萨从阿波罗14号指令舱中拍摄。